# I Грепиоли (Пиза)
I Грепиоли је насеље у Италији у округу Пиза, региону Тоскана.
Према процени из 2011. у насељу је живело 23 становника. Насеље се налази на надморској висини од 84 м.